# Thomas Ravelli
Thomas Ravelli (Västervik, 13 de agosto de 1959) é um ex-futebolista sueco que atuava como goleiro. É considerado um dos melhores jogadores da história de seu país, sendo o principal nome de sua posição no futebol local.

## Carreira
Ravelli nasceu no dia 13 de agosto de 1959, em Västervik. Ele cresceu em Vimmerby, onde viveu seus primeiros cinco anos de vida.
A carreira de Ravelli por clubes teve mais destaque quando ele jogou no Öster (1978–1988) e no IFK Göteborg (1989–1997). Ainda se aventurou no então incipiente futebol dos EUA, onde jogou pelo Tampa Bay Mutiny, por uma temporada (1998–99), até retornar ao Öster em março de 1999, encerrando a carreira aos 39 anos.
Porém, Ravelli, que após a aposentadoria trabalhava como diretor-esportivo do IFK, surpreendeu a Suécia ao anunciar seu retorno aos gramados aos 45 anos de idade, tendo assinado um contrato com o Gårda BK, equipe semiprofissional do país. No novo clube, reencontrou seus ex-companheiros de Seleção Kennet Andersson e Johnny Ekström. O Príncipe dos Palhaços (como era conhecido por conta de suas esquisitices em campo) atuou em alguns jogos até pendurar definitivamente as chuteiras em 2006.

## Seleção Nacional
Em 1981, aos 22 anos de idade, Ravelli estreou na Seleção Sueca, contra os vizinhos da Finlândia, derrotados pelos Amarelos por 2 a 1. Iniciava-se uma longa trajetória de 16 anos envergando a camisa número 1 da Suécia.
Mesmo com tanto tempo de Seleção, Ravelli disputou apenas três competições com a equipe: as Copas de 1990 e 1994, além da Eurocopa de 1992. Na Copa de 1990, Ravelli pouco fez para evitar a precoce eliminação de seu país na primeira fase. Na Euro, os suecos pararam apenas na semifinal.

### Copa do Mundo de 1994
1994 marcou o auge de Ravelli com a Seleção Sueca, terceira colocada na Copa dos EUA. Titular indiscutível da equipe (os reservas Lars Eriksson - na Seleção desde 1988 - e Magnus Hedman - estreante - ainda não inspiravam tanta confiança quanto Ravelli), o veterano chamou a atenção com as suas caretas, que ganharam destaque na partida contra a Romênia, no dia 10 de julho. Aos 34 anos, mostrou agilidade na disputa por pênaltis, tendo defendido a cobrança de Miodrag Belodedici.
Contra o Brasil, pelas semifinais, Ravelli fez o possível para conter os ataques da Seleção Canarinho. Só não teve chance no gol de cabeça marcado por Romário, em meio à gigante defesa sueca.
Thomas ainda tinha chances de disputar a Euro 1996, mas a Suécia ficou de fora do torneio. Deixou a Seleção em 1997, um ano antes da Copa do Mundo FIFA de 1998, onde os "Amarelos" também não conquistaram a vaga.

## Estilo de jogo e características
Extrovertido, experiente e altamente competitivo, com um corpo alto e esbelto, conhecido por sua liderança e presença vocal no gol, apesar de sua personalidade excêntrica e temperamental, Ravelli era um goleiro tradicional, consistente e eficiente, com sólidos fundamentos gerais, conhecido em particular por seu senso posicional e capacidade de ler o jogo e organizar sua defesa; considerado um jogador de classe mundial em sua posição em seu auge, bem como um dos maiores goleiros da Suécia, ele também possuía boas habilidades de elevação e arremesso de tiro, e era conhecido por seu domínio de sua área e velocidade ao sair de sua linha, bem como por sua capacidade de fechar seus oponentes e superar a bola rapidamente. Ele também se destacou por sua longevidade ao longo de sua carreira; no entanto, ele também entrou em críticas, por vezes, de seus gerentes por causa de sua baixa taxa de trabalho em treinamento.
Apesar de não ser um especialista em economia de pênaltis, Ravelli chamou a atenção para a mídia quando defendeu dois pênaltis na vitória da Suécia nas quartas de final contra a Romênia, na Copa de 1994.

## Títulos
Östers
- Campeonato Sueco: 1978, 1980 e 1981

Göteborg
- Campeonato Sueco: 1990, 1991, 1993, 1994, 1995 e 1996
- Copa da Suécia: 1991

### Prêmios individuais
- Guldbollen: 1981
- Fotbollsgalan - Swedish Goalkeeper of the Year: 1995, 1997
- Melhores goleiros do mundo pela IFFHS: 1994 (Bola de Prata) e 1995 (Bola de Bronze)